# Jean-Victor Poncelet

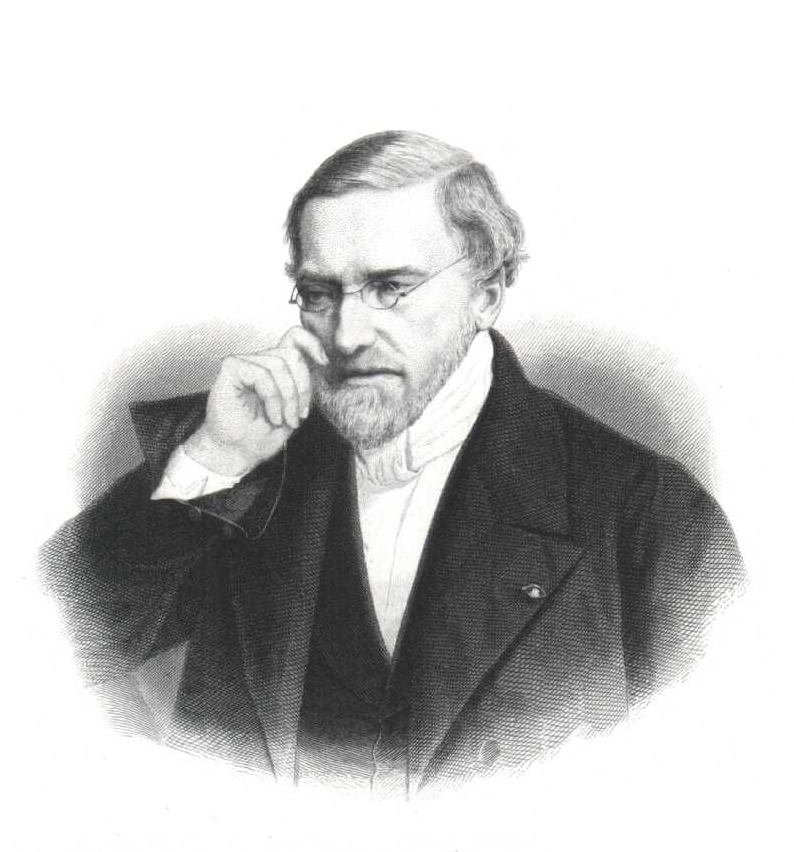
Jean-Victor Poncelet

Jean-Victor Poncelet (* 1. Juli 1788 in Metz; † 22. Dezember 1867 in Paris) war ein französischer Mathematiker, Ingenieur und Physiker. Er war einer der Begründer der modernen projektiven Geometrie.

## Leben
Poncelet studierte bis 1810 an der École polytechnique in Paris u. a. bei Gaspard Monge. Er nahm 1812 an Napoleons Russlandfeldzug als Leutnant und Ingenieur teil. Poncelet wurde fälschlicherweise als Toter in Krasnoy bei der Schlacht um Smolensk liegengelassen (sein Oberst wurde getötet und auch ihm das Pferd weggeschossen). Die Russen griffen ihn auf, um ihn als Offizier zu verhören, und so geriet er am 18. November in Kriegsgefangenschaft. In einem über viermonatigen Marsch bei klirrender Kälte über 1500 km gelangte er nach Saratow an der Wolga, von wo er 1814 nach Frankreich zurückkehrte. In der Kriegsgefangenschaft studierte er projektive Geometrie und erarbeitete – ohne irgendwelche Bücher benutzen zu können – die Grundzüge seines Hauptwerkes Traité des propriétés projectives des figures. Dies ist eine bemerkenswerte Analogie zu Jean Leray, der in den 1940er Jahren in österreichischer Gefangenschaft die Grundlagen neuer Zweige der algebraischen Topologie schuf, ebenfalls als Nebenprodukt der Lehrtätigkeit für die Mitgefangenen. Über seine Erlebnisse berichtete er selbst in Erinnerungen, die in der zweiten Auflage seines Hauptwerks 1862 abgedruckt wurden.

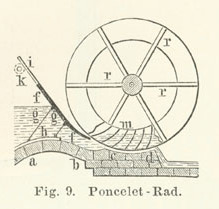
Poncelet-Rad im Meyers Konversations-Lexikon

Von 1815 an war er militärischer Ingenieur der Festung Metz, Lehrer an der Ecole d’application, und von 1825 bis 1835 Professor für Mechanik. Er verbesserte den Wirkungsgrad von Turbinen und Wasserrädern, wobei ihm bei letzterem eine Steigerung von 100 Prozent gelang. Sein Buch Introduction a la mécanique industrielle von 1829 benutzt konsequent die heute selbstverständlichen Konzepte von „Arbeit“ (Energie) als Produkt von Kraft und Weg. Außerdem versucht er eine geometrische Behandlung des Maschinenbaus unter Vermeidung analytischer Entwicklungen, um in weiteren Kreisen verständlich zu sein. In seiner Veröffentlichung „Traité des propriétés projectives des figures“ im Jahre 1823 präsentierte er fundamentale Ideen der projektiven Geometrie, wie die Invarianz des Doppelverhältnisses, projektive Verwandtschaften, Dualitätsprinzip, Poncelets Kontinuitätsprinzip und das erste Auftauchen imaginärer Elemente in der projektiven Geometrie. Auch hier hat er in erster Linie die vielfachen Anwendungen (technische Zeichnungen usw.) im Sinn.
Zwischen 1835 und 1848 war er Mitglied der Kommission zur Befestigung von Paris und lehrte er an der Sorbonne in Paris Mechanik. Während dieser Zeit wurde er bis zum Brigadegeneral befördert. Nach Eric Temple Bell wurde dabei sein Talent unter einer Vielzahl von Routineaufträgen – wie etwa die landesweite Inspektion aller Mühlen – die er pflichtschuldig übernahm, begraben. 1848 stellte er sich an der Spitze seiner Polytechnicien-Schüler in den Revolutionswirren der Regierung zur Verfügung. Kurz darauf begann er mit Reformen an der Ecole Polytechnique. Er wurde Kommandeur der École Polytechnique (1848–1850) und Oberkommandierender der Nationalgarde des Seine-Departements. 1850 trat er in den Ruhestand.
1851 wurde Poncelet Präsident der wissenschaftlichen Kommission zur Vorbereitung der Weltausstellung in London. Seit 1832 war er korrespondierendes Mitglied der Preußischen Akademie der Wissenschaften. 1834 wurde er in die Académie des sciences in Paris aufgenommen. 1842 wurde er ausländisches Mitglied der Royal Society. Außerdem wurde er am 31. Mai 1863 in den preußischen Orden Pour le Mérite für Wissenschaft und Künste als ausländisches Mitglied aufgenommen. 1857 wurde er in die Russische Akademie der Wissenschaften in Sankt Petersburg und 1865 in die American Academy of Arts and Sciences gewählt.
Poncelet ist namentlich auf dem Eiffelturm verewigt, siehe: Die 72 Namen auf dem Eiffelturm. Ihm zu Ehren wurde in Frankreich eine Maßeinheit der Leistung mit Poncelet benannt und vergibt die Academie des Sciences den Poncelet-Preis. 1964 benannte die IAU den Mondkrater Poncelet sowie 2002 den Asteroiden (29647) Poncelet nach ihm. Er war Mitglied der Ehrenlegion.

## Werke
- Traité des propriétés projectives des figures. Paris (1822), 2. Auflage in 2 Bände 1862, 1865. Digitalisat (Service Commun de Documentation de l’Université Louis Pasteur, Strasbourg)
- Mémoire sur les roues hydrauliques verticales etc. Metz (1826)
- Cours de mécanique appliquée aux machines. Metz 1826
- Théorie des effets mécaniques de la Turbine Fourneyron. Metz (1838)
- Introduction à la mécanique industrielle. Metz (1840)